# Nazionale femminile di pallacanestro della Svizzera
La nazionale di pallacanestro femminile della svizzera, selezione delle migliori giocatrici di pallacanestro di nazionalità svizzera, rappresenta la Svizzera nelle competizioni internazionali di pallacanestro organizzate dalla FIBA ed è gestita dalla Federazione Svizzera di Basket-ball.

## Storia
Nazionale di terza fascia, ha partecipato ad una sola edizione dei Mondiali, ed a 4 edizioni dell'Eurobasket, di cui l'ultima nel 1956.

Non è mai riuscita a qualificarsi per i Giochi olimpici.

## Piazzamenti

### Campionati del mondo
- 1953 - 9°

### Campionati europei
- 1938 - 5°
- 1950 - 9°
- 1952 - 8°
- 1956 - 14°

## Formazioni

### Mondiali
Campionato mondiale femminile di pallacanestro 19533 Pfeuti, 4 Pochon, 5 Schroder, 6 Bärtschi, 7 Guichard, 8 Damon, 9 Ruhler, 11 Schneider, 12 Vicent, 13 Chevalier, 14 Girod, 15 Clot,        All. -

### Europei
Campionato europeo femminile di pallacanestro 1938Anthoniettaz, Baud, Bauer, Belliard, Clerc, Darbellay, Ehinger, Hassler, Richard, Suter, All. Henri Luciri
Campionato europeo femminile di pallacanestro 19503 Ducret, 4 Vaniaux, 5 Guichard, 6 Schneider, 7 Pfeuti, 8 Renevier, 9 Dutoit, 10 Bärtschi, 11 Kopf, 12 Mermoud, 14 Hugonnet, 20 Chevalier,        All. -
Campionato europeo femminile di pallacanestro 19523 Pfeuti, 4 Tirfor, 5 Schroeder, 6 Bärtschi, 7 Guichard, 8 Damon, 9 Feller, 10 Leimgruber, 11 Rondel, 12 Loyakommo, 13 Gudzari, 14 Bose, 15 Chevalier, 16 Tsand,        All. -
Campionato europeo femminile di pallacanestro 19563 Vicent, 4 Leimgruber, 5 Schenk, 6 Schroeder, 7 Pfeuti, 8 Garin, 9 Goetschmann, 11 Bürki, 12 Boulenaz, 13 Blanc, 15 Meier, 16 Jeckelmann,        All. -

## Nazionali giovanili
- Selezioni giovanili della nazionale di pallacanestro femminile della Svizzera